# Narcissus jonquilla
Narcissus jonquilla L. è una pianta bulbosa della famiglia delle Amaryllidaceae, diffusa in Spagna e Portogallo.

## Descrizione
È alta 30 cm con fusti e ha foglie cilindriche. Presenta fiori larghi 4–5 cm, formati da perigonio e corona bassa di colore giallo intenso, particolarmente profumati che sbocciano in numero di uno e più per fusto. Il nome vernacolo "giunchiglia" viene altresì assegnato frequentemente oltre che ai fiori della specie N. jonquilla a quelli della specie simile Narcissus tazetta e Narcissus pseudonarcissus. N. jonquilla si differenzia inoltre dalla specie Narcissus poeticus, con cui condivide la diffusione spontanea nelle regioni dell'Europa meridionale, poiché in quest'ultimo il perigonio è bianco e la corona è gialla orlata di rosso.